# Copa Suecia
A Copa Suecia egy argentin labdarúgókupa volt. A kupát 1958-ban alapították meg, és mindössze csak egy torna került megrendezésre.
Az egyetlen győztes az Atlanta csapata volt.
Mivel az 1958-as labdarúgó-világbajnokság Svédországban került megrendezésre, így a bajnokság három hónapig szünetelt, ezért argentin labdarúgó-szövetség létrehozta ezt a kupát, hogy a klubok addig is tudjanak játszani. A trófeát az argentínai Svéd Nagykövetség adományozta.

## Csoportkör

### A csoport
| Hely. | Csapat                     | M  | Gy | D | V  | G+ | G– | Gk  | P  | Továbbjutás vagy kiesés |
| ----- | -------------------------- | -- | -- | - | -- | -- | -- | --- | -- | ----------------------- |
| 1.    | Racing Club                | 14 | 10 | 1 | 3  | 34 | 16 | +18 | 21 | Továbbjutott a döntőbe  |
| 2.    | Newell’s Old Boys          | 13 | 8  | 2 | 3  | 24 | 15 | +9  | 18 |                         |
| 3.    | Estudiantes (LP)           | 14 | 5  | 5 | 4  | 27 | 22 | +5  | 15 |                         |
| 4.    | Tigre                      | 13 | 5  | 5 | 3  | 27 | 25 | +2  | 15 |                         |
| 5.    | Huracán                    | 14 | 4  | 5 | 5  | 23 | 27 | −4  | 13 |                         |
| 6.    | Vélez Sarsfield            | 14 | 3  | 7 | 4  | 25 | 30 | −5  | 13 |                         |
| 7.    | Boca Juniors               | 14 | 3  | 3 | 8  | 18 | 25 | −7  | 9  |                         |
| 8.    | Central Córdoba de Rosario | 14 | 2  | 2 | 10 | 15 | 33 | −18 | 6  |                         |

### B csoport
| Hely. | Csapat                  | M  | Gy | D | V | G+ | G– | Gk | P  | Továbbjutás vagy kiesés |
| ----- | ----------------------- | -- | -- | - | - | -- | -- | -- | -- | ----------------------- |
| 1.    | Atlanta                 | 14 | 7  | 3 | 4 | 26 | 18 | +8 | 17 | Rájátszás               |
| 2.    | Rosario Central         | 14 | 8  | 1 | 5 | 33 | 29 | +4 | 17 | Rájátszás               |
| 3.    | Lanús                   | 14 | 6  | 3 | 5 | 27 | 28 | −1 | 15 |                         |
| 4.    | Argentinos Juniors      | 14 | 6  | 3 | 5 | 30 | 26 | +4 | 15 |                         |
| 5.    | Independiente           | 14 | 5  | 3 | 6 | 29 | 24 | +5 | 13 |                         |
| 6.    | San Lorenzo             | 14 | 4  | 5 | 5 | 23 | 27 | −4 | 13 |                         |
| 7.    | River Plate             | 14 | 4  | 3 | 7 | 23 | 30 | −7 | 11 |                         |
| 8.    | Gimnasia y Esgrima (LP) | 14 | 4  | 3 | 7 | 25 | 34 | −9 | 11 |                         |

#### Rájátszás
| 1. csapat       | Eredmény | 2. csapat | Helyszín                        |
| --------------- | -------- | --------- | ------------------------------- |
| Rosario Central | 0–1      | Atlanta   | Estadio Marcelo Bielsa, Rosario |

|  |                       |
|  | Kvalifikált a döntőbe |

## Döntő
| 1960. április 29. |

| Atlanta                           | 3–1 | Racing Club |
| --------------------------------- | --- | ----------- |
| Nuin 13' Bellomo 41' González 74' |     | Sosa 62'    |

| Estadio Gasómetro, Buenos Aires Nézőszám: ~8 300 Játékvezető: Duval Goicoechea |

Az Atalanta csapata nyerte meg a kupát.

## Góllövőlista
| # | Játékos             | Klub  | Gólok |
| - | ------------------- | ----- | ----- |
| 1 | Domingo L. Zabaleta | Lanús | 12    |